# سکوی جانبی

سکوهای جانبی با پل عابر پیاده بین آنها

سکوی جانبی (انگلیسی: Side platform) سکویی است که در کنار یک یا چند مسیر راه‌آهن یا راهنما در ایستگاه راه‌آهن، ایستگاه تراموا یا راه سامانه اتوبوس تندرو قرار گرفته‌است. ایستگاهی که دارای سکوهای جانبی دوگانه است، یکی برای هر جهت سفر، طرح اولیه ای است که برای خطوط راه‌آهن دو مسیره استفاده می‌شود (بر خلاف، به عنوان مثال، سکو جزیره‌ای که در آن یک سکوی منفرد بین ریل‌ها قرار دارد.